# Церква Воздвиження Чесного Хреста Господнього (Заруддя)
Церква Воздвиження Чесного і Животворящого  Хреста — парафія і храм УГКЦ в селі Зарудді Зборівської громади Тернопільського району Тернопільської области України.

## Історія церкви
[1936] року завершено будівництво мурованої церкви, яка замінила давніший мурований храм 1913 року побудови. Дерев'яна святиня згадується в [1832] році.
1916 року церква, дзвіниця та парохія були повністю зруйновані.
Кількість парафіян: 1832 — 472, 1844 — 585, 1854 — 473, 1864 — 421, 1874 — 540, 1884 — 612, 1894 — 582, 1904 — 748, 1914 — 850, 1924 — 860, 1936 — 539.

## Парохи
- о. Теодор Левицький ([1832]—1834+])
- о. Григорій Левицький (1834—[1836])
- о. Яків Яримович ([1838]—1865+)
- о. Леопольд Корецький (1865)
- о. Антін Подлясецький (1865—1867)
- о. Олексій Зарицький (1867—1884)
- о. Іван Редькевич (1885—1891)
- Юліан Курманович ([1886]—1889, 1890—1908, сотрудник)
- о. Іван Кулицький (1891—1893, адміністратор)
- о. Амін Сосенко (1893—1909)
- о. Микола Стеткевич (1909—1920)
- о. Олександр Задорожний (1920—[1924])
- о. Теодор Була (1925—1927, адміністратор)
- о. Йосиф Дерлиця (1927—1929)
- о. Стефан Ксабурський (1930—1932)
- о. Василь Домкович (1932—1937, адміністратор)
- о. Микола Капсій (1937—[1939], адміністратор)
- о. Павло Коваль (1942—1946, адміністратор)
- о. Павло Дуткевич[1]
- о. Юрій Терлюк — нині[2].